# Shintō sekciarskie
Shintō sekciarskie (jap. 教派神道 kyōha-shintō) – jeden z odłamów japońskiej religii narodowej shintō, obejmujący różne nieortodoksyjne i eklektyczne szkoły. 
Wszystkie ruchy zaliczane do shintō sekciarskiego powstały w okresie Edo, niezależnie od głównego nurtu tej religii, a ich początki związane były z działalnością charyzmatycznych przywódców religijnych. Charakteryzuje je ludowy charakter oraz synkretyzm religijny. Po restauracji Meiji dekretem rządowym z 1876 roku oddzielono je od oficjalnego i tradycjonalistycznego shintō świątynnego (jinja-shintō). Do 1908 roku ustalona została oficjalna lista 13 szkół kyōha-shintō, podzielonych na pięć grup:
- Sekty czystego shintō 
  - Tai-kyō
  - Shinri-kyō
- Sekty konfucjańskie
  - Shintō Shūsei-ha
  - Taisei-kyō
- Sekty górskie
  - Jikkō-kyō
  - Fusō-kyō
  - Mitake-kyō (lub Ontake-kyō)
- Sekty oczyszczające
  - Shinshū-kyō
  - Misogi-kyō
- Sekty uzdrowicielskie
  - Kurozumi-kyō
  - Konkō-kyō
  - Tenri-kyō

Po roku 1945 w łonie kyōha-shintō powstały nowe odłamy wywodzące się z 13 oficjalnych szkół, zaś sekta tenri-kyō oficjalnie zerwała związki ze zorganizowanym shintō, podkreślając swoją niezależność.